# Колаги
Колаги (груз. კოლაგი) — село в Грузии. Находится в Гурджаанском муниципалитете края Кахетия. Высота над уровнем моря составляет 440 метров. Население — 1046 человек (2014).